# Eagle Pass (Texas)
Eagle Pass település az Amerikai Egyesült Államok Texas államában, Maverick megyében, melynek megyeszékhelye is. Lakosainak száma 28 130 fő (2020. április 1.).

## Népesség
A település népességének változása:

| 2010 | 26 248 |
| 2020 | 28 130 |